# Kazanice
Kazanice (Duits: Kasenitz) is een plaats in het Poolse district  Iławski, woiwodschap Ermland-Mazurië. De plaats maakt deel uit van de gemeente Lubawa en telt 720 inwoners.